# Sheila Jackson Lee
Pour les articles homonymes, voir Jackson et Sheila Jackson.
Sheila Jackson Lee, née le 12 janvier 1950 dans le Queens (New York) et morte le 19 juillet 2024 à Houston (Texas), est une magistrate et femme politique américaine. Membre du Parti démocrate, elle est élue du Texas à la Chambre des représentants des États-Unis de 1995 à 2024.

## Biographie
Sheila Jackson Lee est originaire de New York. Après des études à Yale et à l'université de Virginie, elle devient avocate.
Elle est la candidate démocrate pour plusieurs juridictions avant d'être élue juge de Houston de 1987 à 1990. En 1990, elle entre au conseil municipal de la ville.
En 1994, elle se présente à la Chambre des représentants des États-Unis dans le 18e district du Texas. Durant la primaire démocrate, elle bat le sortant Craig A. Washington (en), en critiquant son absentéisme et ses problèmes financiers. Dans un district majoritairement afro-américain, elle est élue représentante avec 73,5 % des voix devant le républicain Jerry Burley. Elle est ensuite réélue tous les deux ans avec plus de 70 % des suffrages.